# Славсько
Славсько (до 2023 року — Славське) — селище в Україні, адміністративний центр Славської селищної територіальної громади Стрийського району Львівської області.

## Географія

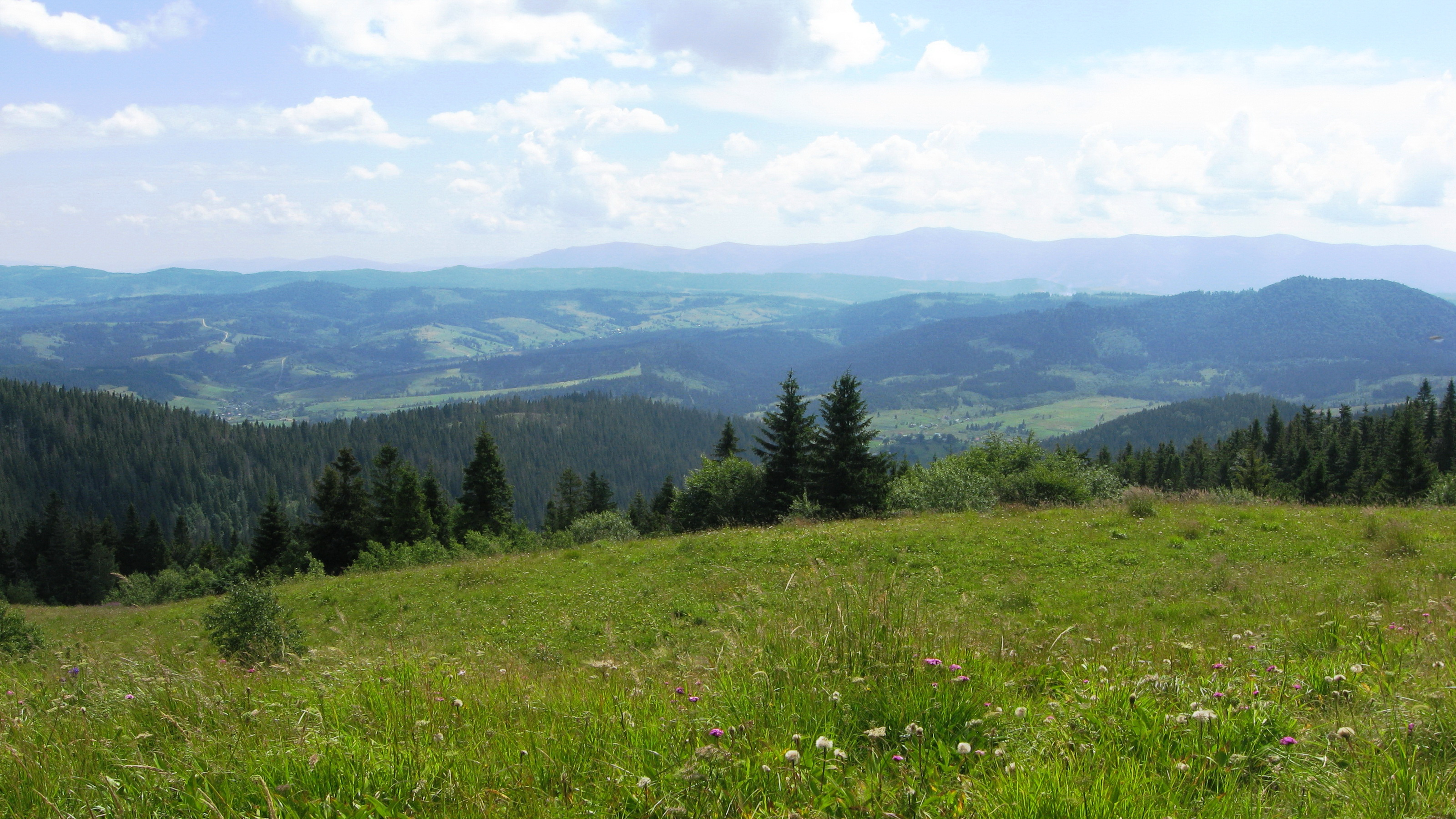
Полонина біля селища Славсько

Селище розташоване за 141 км від обласного центру, глибоко в Українських Карпатах за 23 км від міста Сколе, в мальовничій долині річки Опір та її правої притоки Славки, серед покритих лісами та полонинами хребтів Бескидів та Ґорґанів, на схилах гір Тростяна (1235 м над рівнем моря), Ільзи (1066 м), Писаної або Довбушанки (1236 м), Менчела (1014 м), і Погару 840 м які оточують селище з усіх боків. На північ від селища височить гора Клива (1069 м).

## Населення
Населення Славська зростає. Якщо 1787 року в селі налічувалося 148 дворів, в 1820 — 173, то у 1880 році — 237, а число населення досягло 1280 осіб. У 1900 році кількість дворів зросла до 302, а населення — до 1672 осіб.
| 1979 | 1989 | 2001 | 2017 | 2018 | 2019 | 2020 | 2022 |
| ---- | ---- | ---- | ---- | ---- | ---- | ---- | ---- |
| 3282 | 3537 | 3207 | 3508 | 3530 | 3551 | 3584 | 3537 |

Мовний склад
Розподіл населення за рідною мовою за даними перепису 2001 року був наступним:
| українська | 3190 | 99,47 |
| російська  | 15   | 0,47  |
| білоруська | 1    | 0,03  |
| інші       | 1    | 0,03  |

## Історія

### Стародавні часи та Річ Посполита
На території селища Славсько знайдено крем'яні знаряддя епохи неоліту. На думку українського історика Венедикта Площанського, перші поселенці на території села з'явилися близько X століття. Венедикт Площанський особливо наголошує на давнє походження Славська:
|  | «Славське — село старовинне, положене на давнім шляху з Галича (через Синєвідсько) до Угорщини». |

Назва села походить від річки Славка. За іншою версією вона походить від прізвиська «славні», яке отримали у населення навколишніх місць за їх участь у походах дружинників князя Святослава Володимировича, вбитого над Опором між Сколем та Гребеновим під час князівських міжусобиць у 1015 році. За переказами, що передаються тут з покоління в покоління, дружинники князя Святослава Володимировича, які залишилися живими, не повернулися у рідні місця, а оселилися в горах над Опором, зокрема біля впадіння в нього річки Славки.
Вперше Славсько згадується в документальних джерелах 1483 року як вже існуюче поселення. В записах Перемиського земського суду згадується, що шляхтич Іванко із Криниці письмово оформив право своєї дружини Марусі на половину його майна в Криниці і Славську Перемиської округи.
Після встановлення панування шляхетської Польщі селяни Славська обкладалися усе більшими податками і повинностями. Нерідко ватаги шляхтичів та їх прислужників чинили набіги на села, палили й грабували, калічили і вбивали підданих своїх противників.
Шляхетські напади і пограбування у XVI—XVII століттях були іноді настільки жахливими, кривавими й безкарними, що навіть польський історик Владислав Лозинський, розповідаючи про них, писав з обуренням:
|  | «Що за світ, що за світ! Темний, дикий, убивчий. Світ без уряду, без ладу, без справедливости і без милосердя. Кров у ньому дешевша вина, людина дешевша коня. Світ, у якому легко вбити, важко не бути вбитому». |

Нестерпний феодальний гніт змушував селян ставати до боротьби. Чимало верховинців вступало в загони опришків, які понад три століття наганяли жах на шляхту та її прислужників. Зокрема в районі Бескидів майже протягом десяти років (1671—1681) вів боротьбу опришківський загін, очолений колишнім пастухом Андрієм Дзигановичем. На горі, що височить поблизу селища, в печері знаходили притулок опришки Олекси Довбуша (звідси і нинішня назва гори — Довбушанка).

### Під правлінням Відня

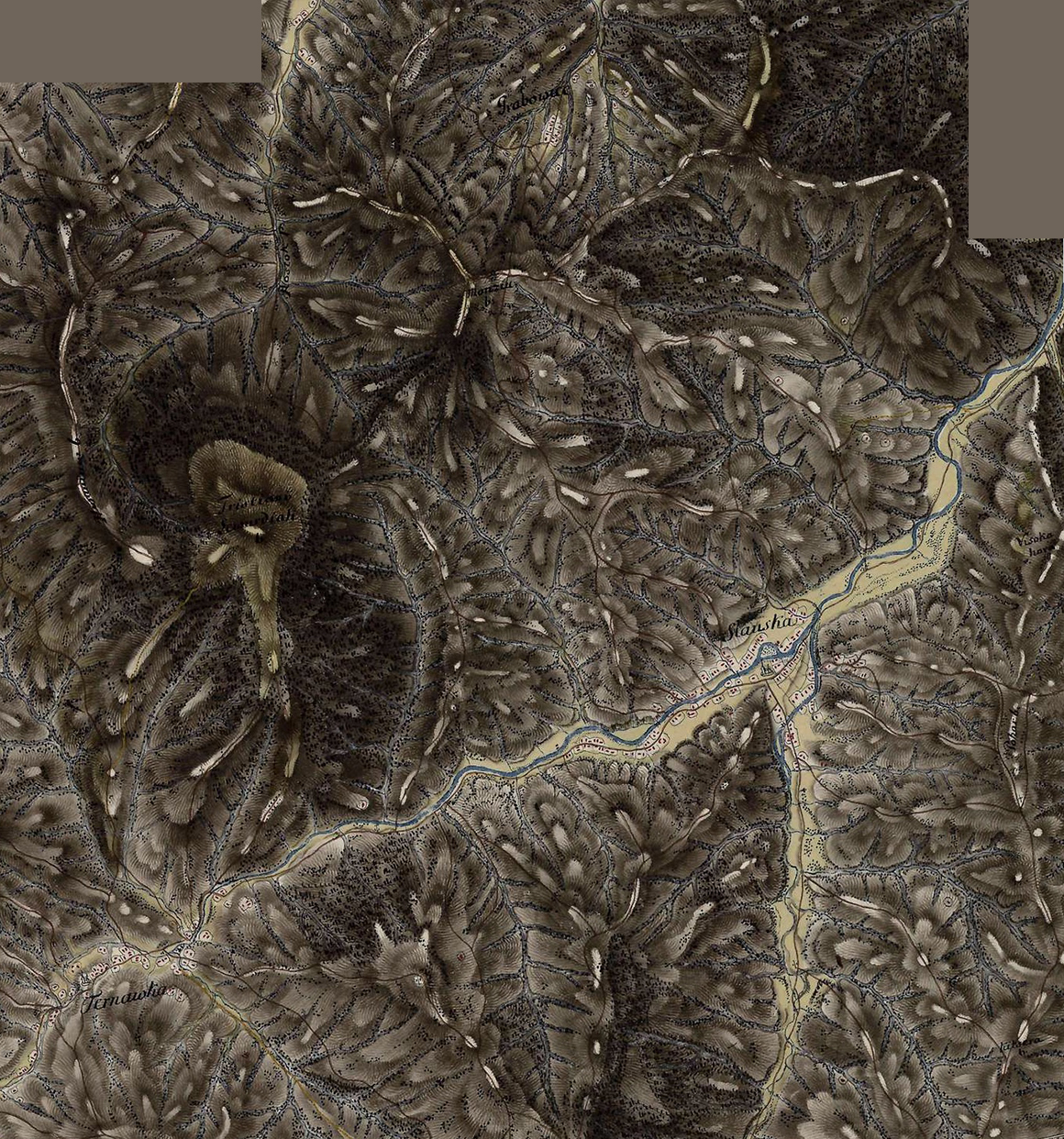
Славсько. Австрійська мапа (1763—1787)

Після першого поділу Речі Посполитої Галичина ввійшла до складу імперії Габсбургів (з 1804 року — у Австрійській імперії). З 1820 року Славсько належало польському графові Потоцькому, який посилює нещадну експлуатацію селян[джерело?].
В останній чверті XIX століття через Славсько була прокладена залізницю, яка сполучила Сколе з Мукачевом. Перший поїзд залізницею пройшов 4 квітня 1887 року.
Доведені до відчаю злиднями, безправ'ям та панською сваволею жителі Славська та інших навколишніх сіл взяли активну участь у антифеодальному повстанні 1824—1826 років на Сколівщині, яке привернуло увагу ще Івана Франка та Миколи Устияновича. 1901 року завершено спорудження нової церкви за проєктом Василя Нагірного. 10 липня 1902 року її освятив митрополит Андрей Шептицький.

### Міжвоєнний та повоєнний період

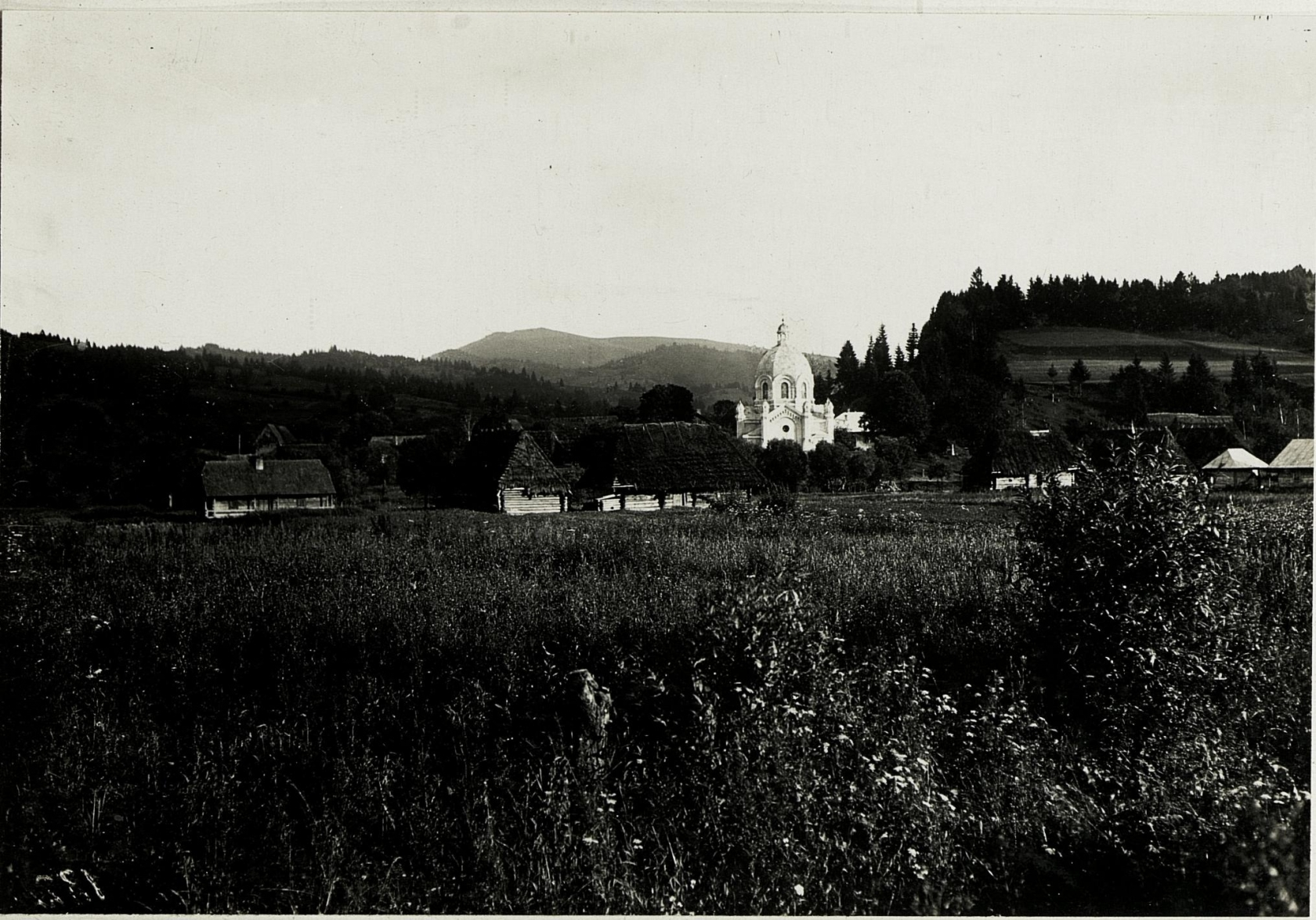
Краєвид від залізничної станції Славсько (1915)

У 1934—1939 роках Славсько було адміністративним центром Славської ґміни (волості).
У 1939—1941 та 1944—1959 роках було адміністративним центром Славського району Дрогобицької області.
1 жовтня 1944 року радянські війська увійшли до районного центру Дрогобицької області та захопили залізничну станцію Славсько.
1963 року встановлено пам'ятник Тарасові Шевченку (скульптор Володимир Сколоздра, архітектор Микола Мікула).
15 квітня 1994 року розпорядженням № 374 Представника Президента України у Львівській області Степана Давимуки, храм Успіння Пресвятої Богородиці (1901) в смт. Славсько, та дзвіницю храму занесено до реєстру пам'яток архітектури місцевого значення під охоронним № 2922/1.
11 травня 2013 року парафіянами церкви Успіння Пресвятої Богородиці на чолі з отцем Андрієм Петришиним було самовільно перекрито храм булатною бляхою, наново поштукатурено храм і знищено автентичні елементи декору, замінено автентичні вхідні двері та демонтовано кам'яний хрест над входом у храм, на його місце самовільно встановлено фігуру Богородиці.
15 травня 2019 року парафіяни храму Успіння Пресвятої Богородиці в селищі Славсько за вказівкою пароха отця Андрія Петришина знищили автентичні розписи авторства Модеста Сосенка і Юліана Буцманюка, та плитку фабрики Івана Левинського.
17 травня 2019 року Прокуратурою Львівської області відкрито кримінальне провадження № 12019140300000214 за ознаками вчинення кримінального правопорушення передбаченого ч. 2 за статті 298 КК України «Незаконне проведення пошукових робіт на об'єкті археологічної спадщини, знищення, руйнування або пошкодження об'єктів культурної спадщини».
За результатами проведеного досудового розслідування 15 листопада 2020 року слідчим СВ Сколівського РВ ГУ МВС України у Львівській області винесено постанову про закриття кримінального провадження на підставі п. 10 ч. 1 ст. 284 КПК України, у зв'язку із закінченням строків досудового розслідування. З прийнятим СВ Сколівського РВ ГУ МВС України у Львівській області рішенням прокуратура погодилася.
29 червня 2023 року селищу повернено історичну назву — Славсько.

## Герб Славська
Сучасний герб Славська має такий вигляд: у срібному щиті зелене вістря, завершене п'ятьма ялинами і обтяжене трьома золотими мечами, покладеними зіркоподібно. Щит обрамований декоративним картушем і увінчаний срібною міською короною.

## Релігія
- церква Успіння Пресвятої Богородиці (1901, УГКЦ, мурована).

## Транспорт
В селищі розташована залізнична станція Славсько, на якій зупиняються приміські електропоїзди та більшість поїздів далекого сполучення.

## Гірськолижний курорт

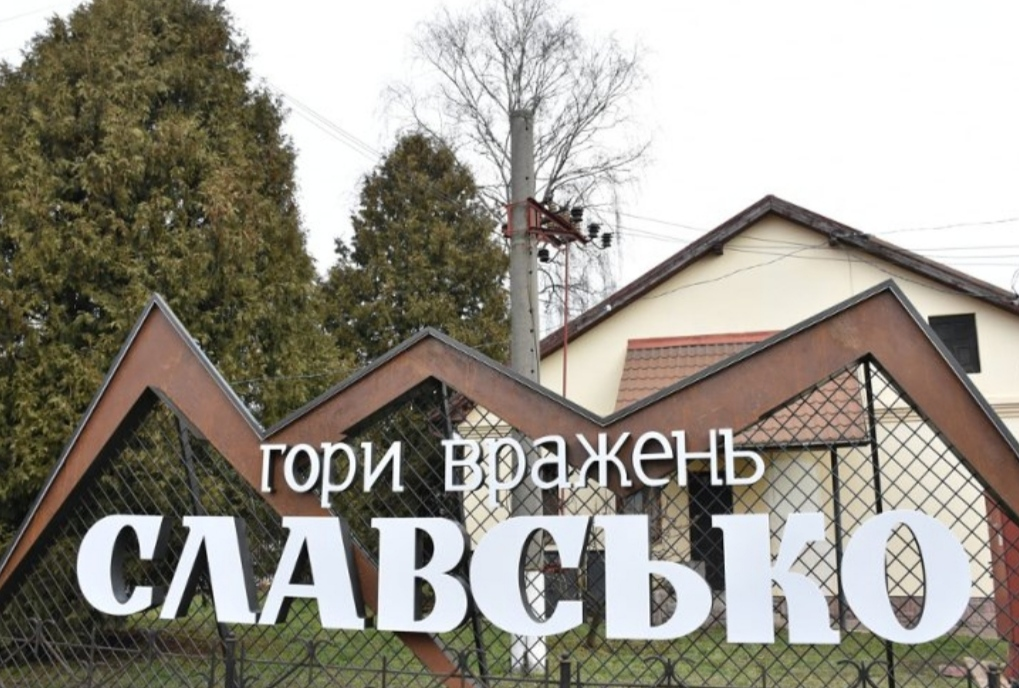
Інсталяція

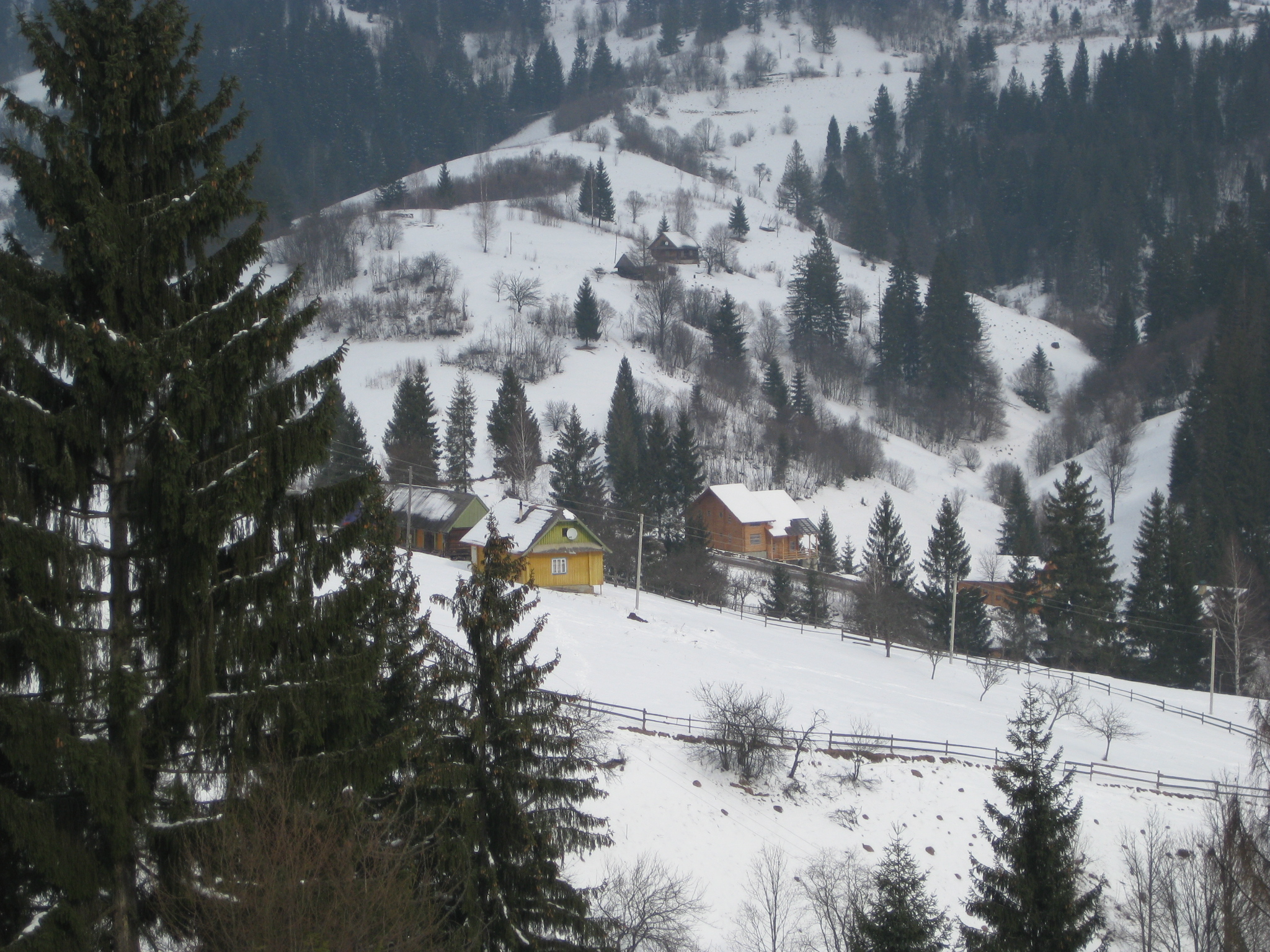
Славсько взимку

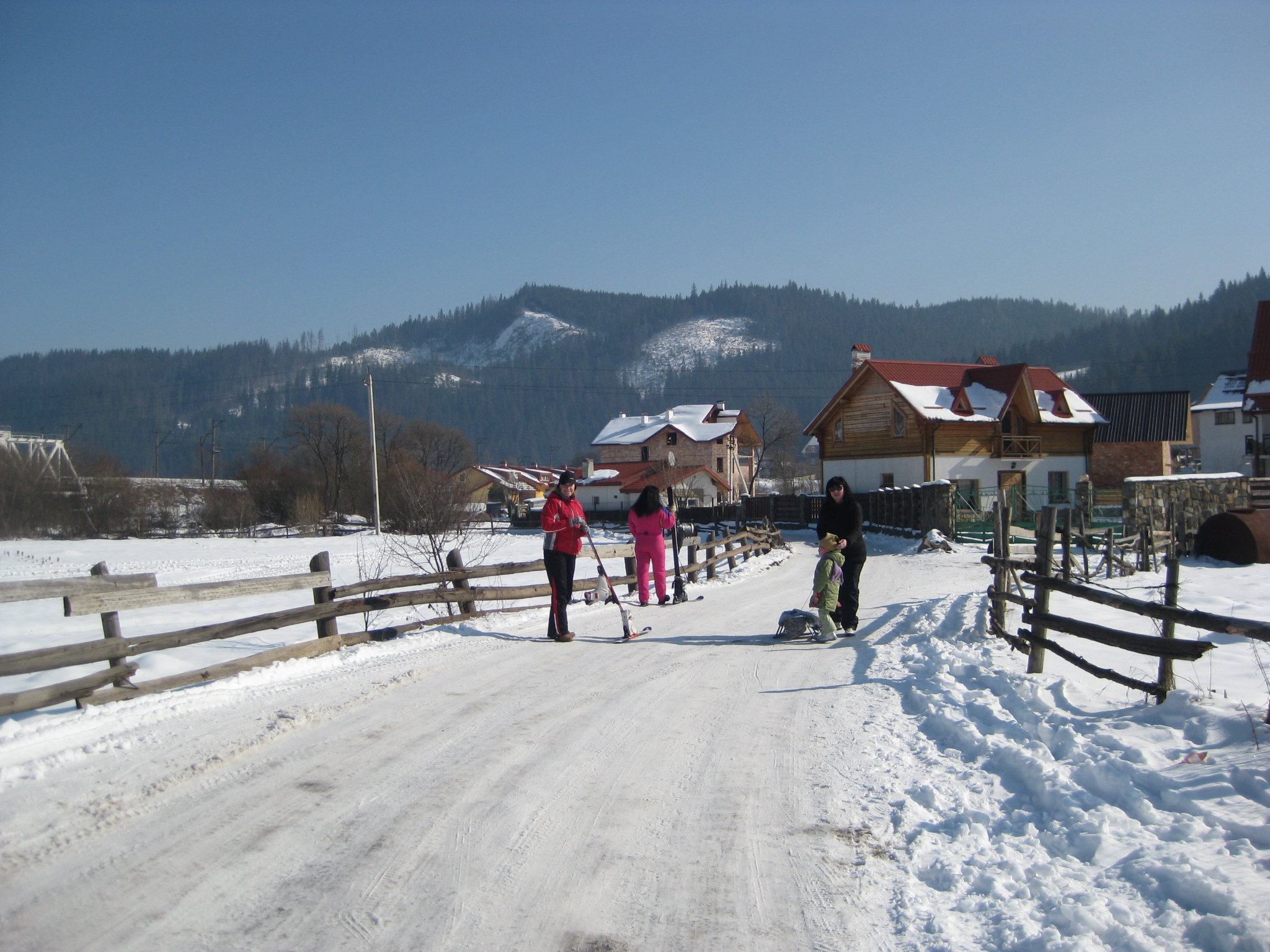
Славсько взимку

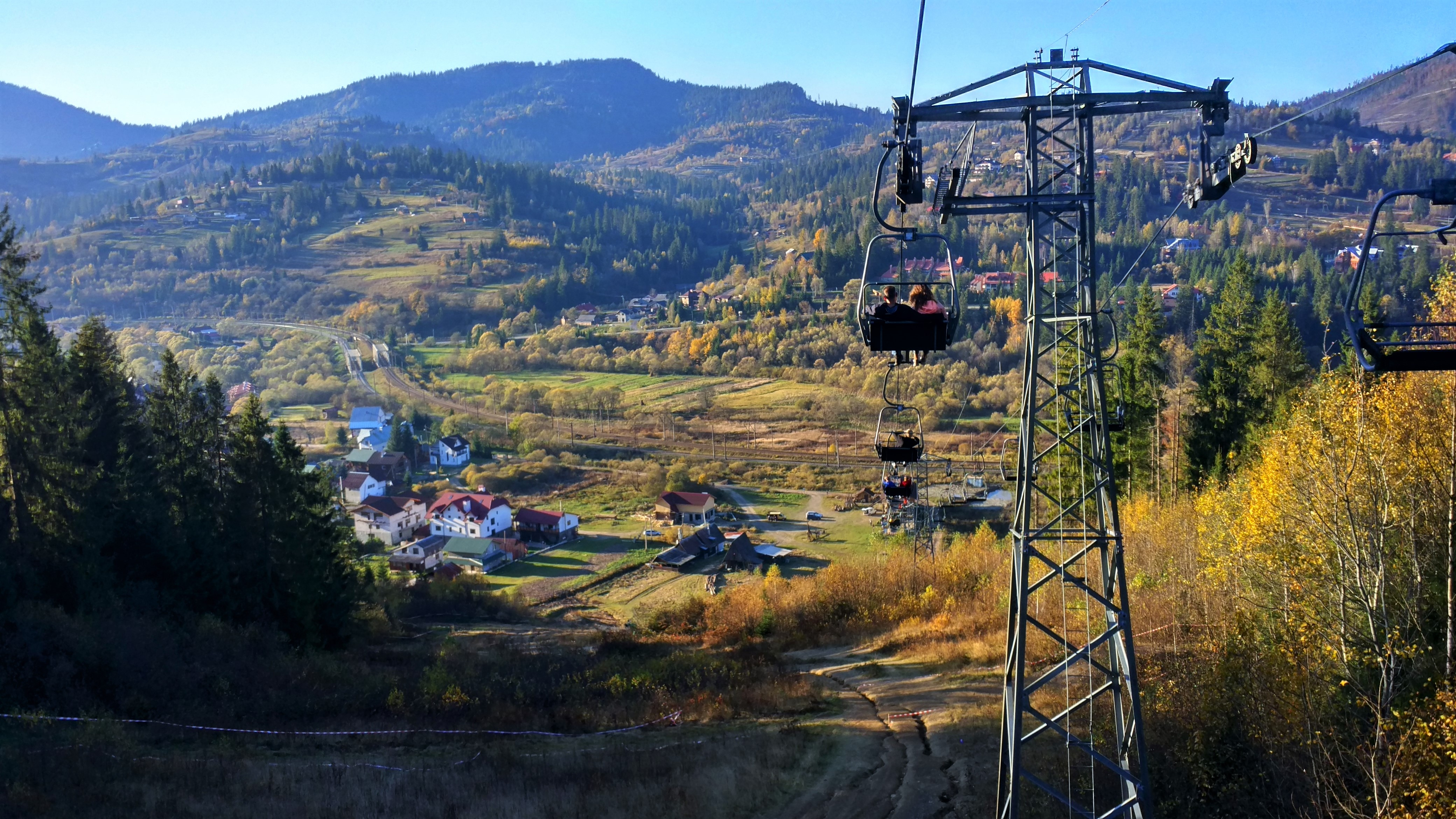
Крісельний витяг на гору Погар

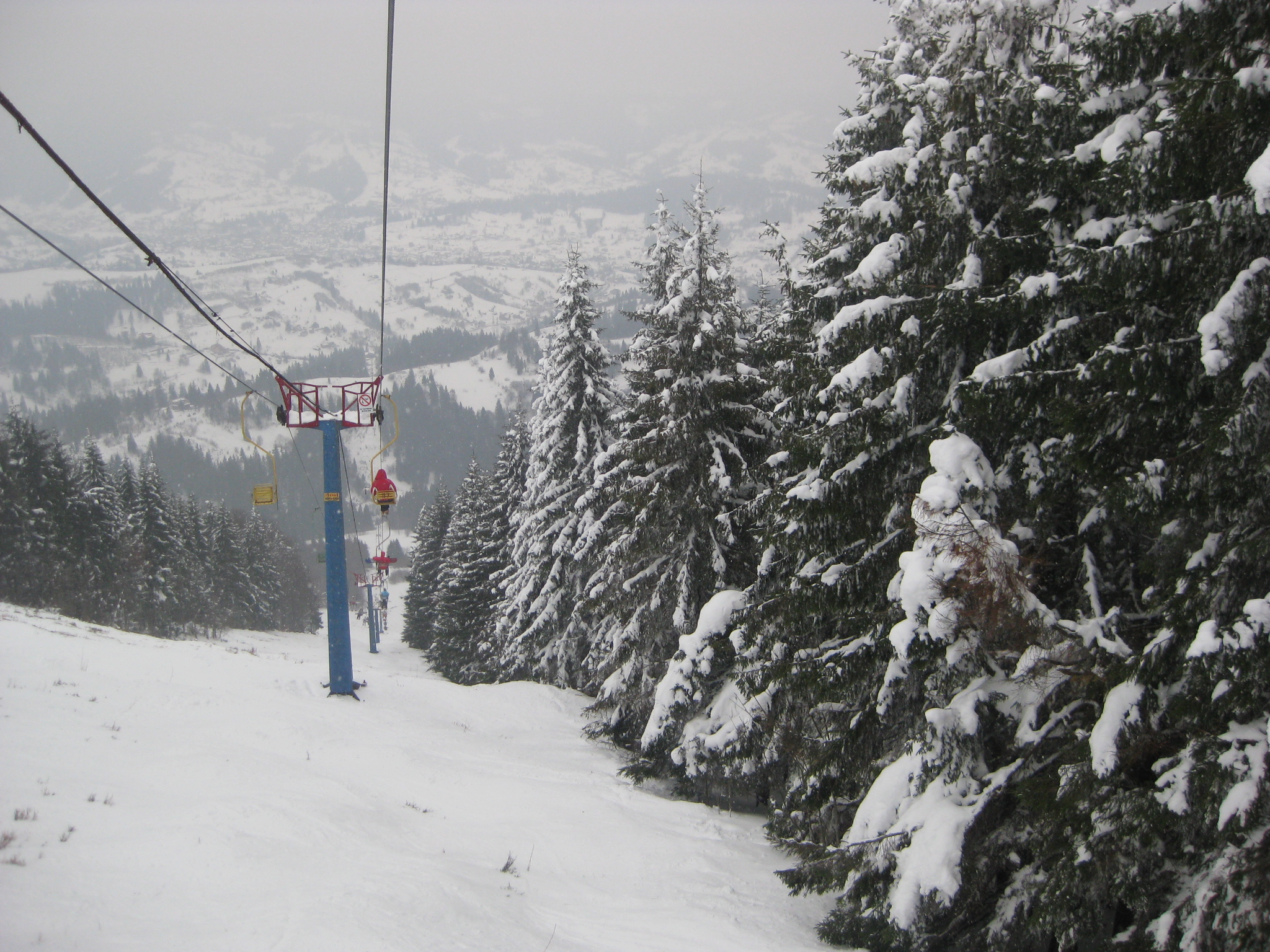
Канатна дорога у Славську

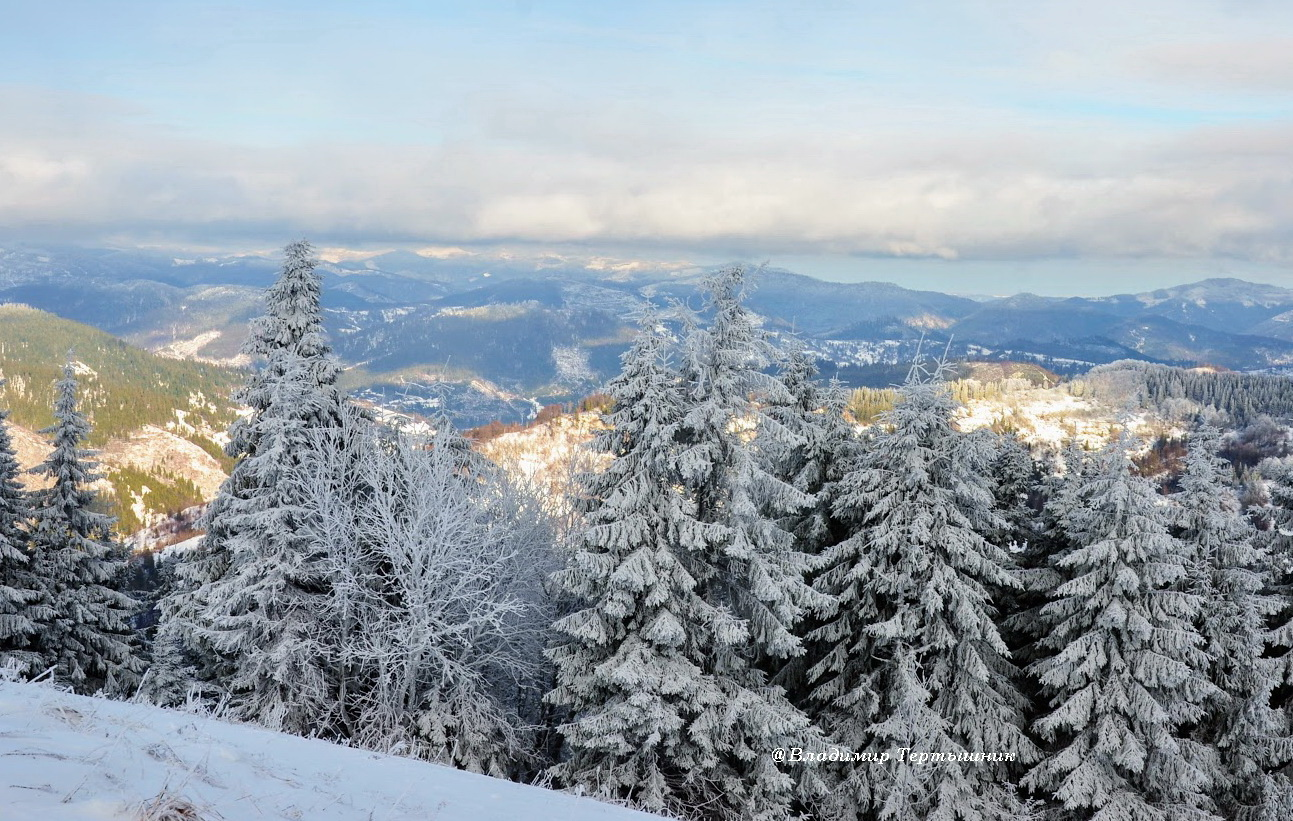
Туристичними маршрутами гори Тростян

Селище є відомим гірськолижним курортом. Туристичний бізнес у Славську розпочали підприємці Ґредлі (нім. Grödl), які у XIX столітті влаштували тут готелі та кліматотерапевтичну станцію. У 1920—1930-х роках Ґредлями і Шмідтами були споруджені гірськолижні витяги і трампліни на горах Погар та Ільза. Найбільшого туристичного розвитку Славсько набуло у 1970—1980-х роках, коли було споруджено понад 10 витягів та засновано спортивні гірськолижні школи.
Працюють заклади харчування (кафе, ресторани, гриль-бари, швидка їжа), готелі, аптеки, крамниці, лікарня.
У період водопілля та паводків Опір стає придатним для заняття водним туризмом та рафтингом. Славсько є лідером Львівщини за кількістю чанів. Такий різновид відпочинку тут пропонують як відпочинкові комплекси, так приватні садиби.
За сприяння місцевої влади, компанії «Спортивні та культурні ініціативи» (СКІ) та інвесторів з 2007 по 2011 роки проходив міжнародний рок-фестиваль Славське Рок.
У рамках заявки Львова на проведення Зимових Олімпійських ігор 2022 року у Славську планували провести змагання зі сноубордингу.
У 2024 році його відвідали 350 000 туристів, а рівень заповнення готелів у червні склав 48%.
Серед відомих готелів:
- Бюргер Тростян «Resort&Hotel»;
- готельно-відпочинковий комплекс «Смерічка»;

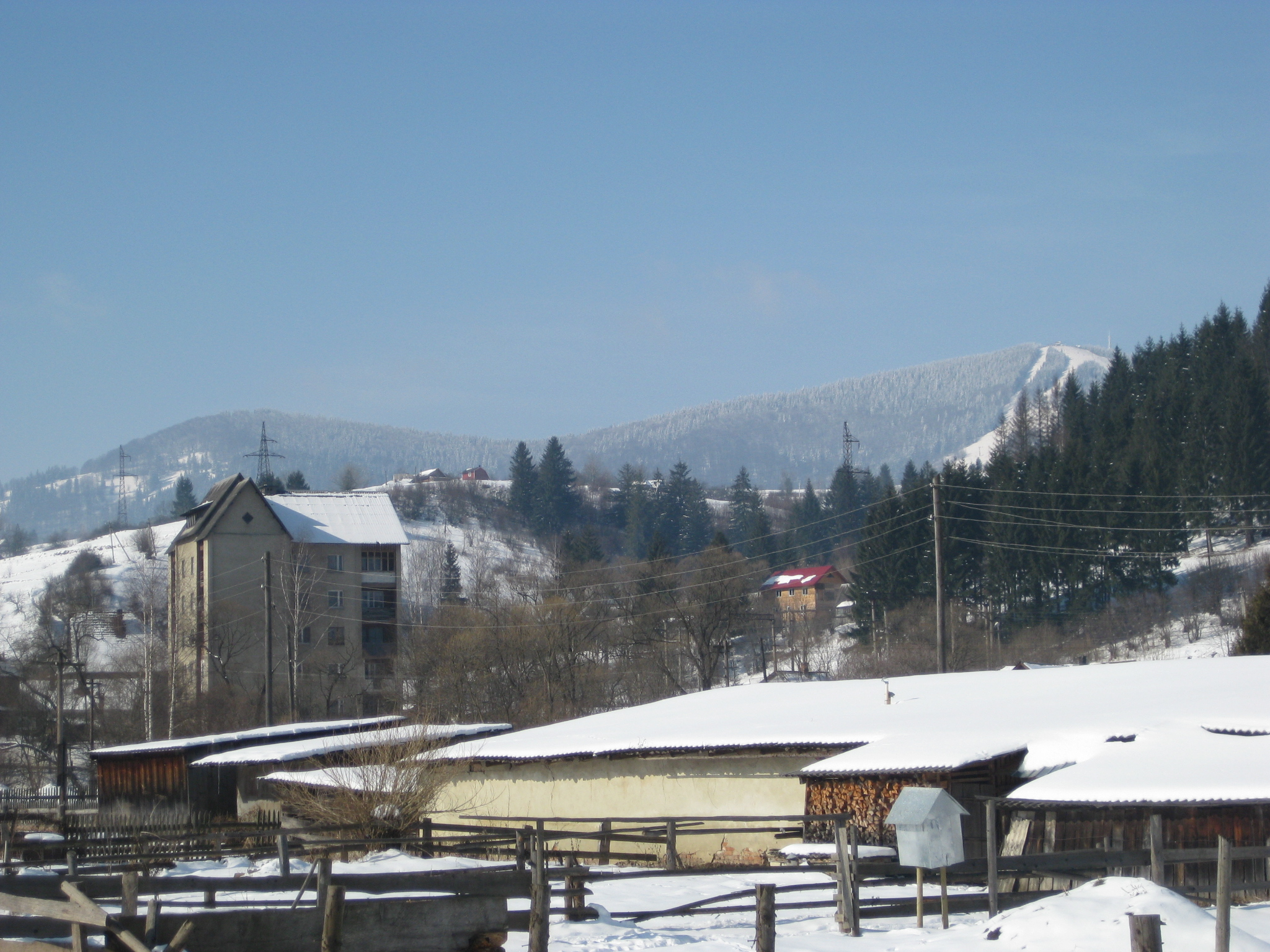
Вигляд на гору Тростян

- котедж «ZIGVA»[15];
- готель «Лагуна» тощо.

Основними лижними трасами є:
- Гора Тростян (1235 м) — найвідоміший комплекс серед любителів та професіоналів лижного спорту;
- Гора Погар (857 м) — порівняно невеличка гора, працює двохмісний крісельний витяг, розташована недалеко від самого містечка, поблизу розташовані кілька барів. На Погарі ще у 1896 році, за Австро-Угорщини, був збудований перший у Славську витяг на кінній тязі;
- Гора Кремінь  — на горі розташовані «Політех» і «ФМІ» — найлегші та найпологіші траси, розташовані близько від містечка;
- Гора Менчіл (Варшава) — гора поблизу села Грабовець, де є низькі ціни на витяги та житло. На початку траси знаходиться досить полога поличка, де можуть тренуватись недосвідчені, існує декілька варіантів спуску, серед яких — по трубі.

## Відомі люди

### Уродженці селища
- Андрій Альошин (1987—2020) — солдат 128-ї окремої гірсько-штурмової бригади. Загинув на Донбасі 23 квітня 2020 року.
- Віктор Бурачек (нар. 1959) — український науковець.
- Євген Голубович (1884—1944) — український освітній і громадський діяч.
- Заревич Федір Іванович (1835—1879) — український письменник, журналіст, засновник української періодики в Галичині. Псевдоніми — Юрко Ворона, Федько Клепайло, Ф. Чорногір.
- Качмарський Євстахій — парох, делегат Української Національної Ради ЗУНР.
- Кузьмін Любомир Ігорович (1990—2014) — старший солдат, водій санітарного автомобіля 1-го батальйону 51-ї окремої механізованої бригади Сухопутних військ ЗС України. Загинув під час проведення антитерористичної операції на сході України в боях під Волновахою.

### Пов'язані з селом
- Юліан Буцманюк — український художник-монументаліст, учень Модеста Сосенка.
- Михайло Глушко — етнолог, історик фольклорист, доктор історичних наук, професор, дійсний член НТШ в Україні, навчався у місцевій середній школі (1967—1973).
- Онаць Василь (1934—2017) — інженер-геофізик, громадський діяч.
- Модест Сосенко — український художник-монументаліст.
- Микола Устиянович — український письменник і громадський діяч, священик УГКЦ.
- Підприємці Ґредлі.

## Карпатські ігри горців
В Україні, так само як і в Шотландії, завжди було чимало сильних чоловіків, які могли підняти величезні валуни з дна гірської річки або перенести стовбур вікової смерічки власноруч. Зважаючи на це Федерація стронгмену України вирішила організувати «Ігри горців» у карпатському Славську на Львівщині, поєднавши традиційні стронгменівські вправи з випробуваннями із застосуванням природних важелів. В серпні 2019 року відбулися перші «Карпатські ігри горців», на яких переміг Володимир Климко зі Львова. В серпні 2021 року «Карпатські ігри горців» поєднали з турніром «Найсильніша людина України», у 2023 році в межах проєкту відбувся турнір серед ветеранів війни «Звитяга нескорених — 2023». Турніри богатирів у Славську є щорічними.

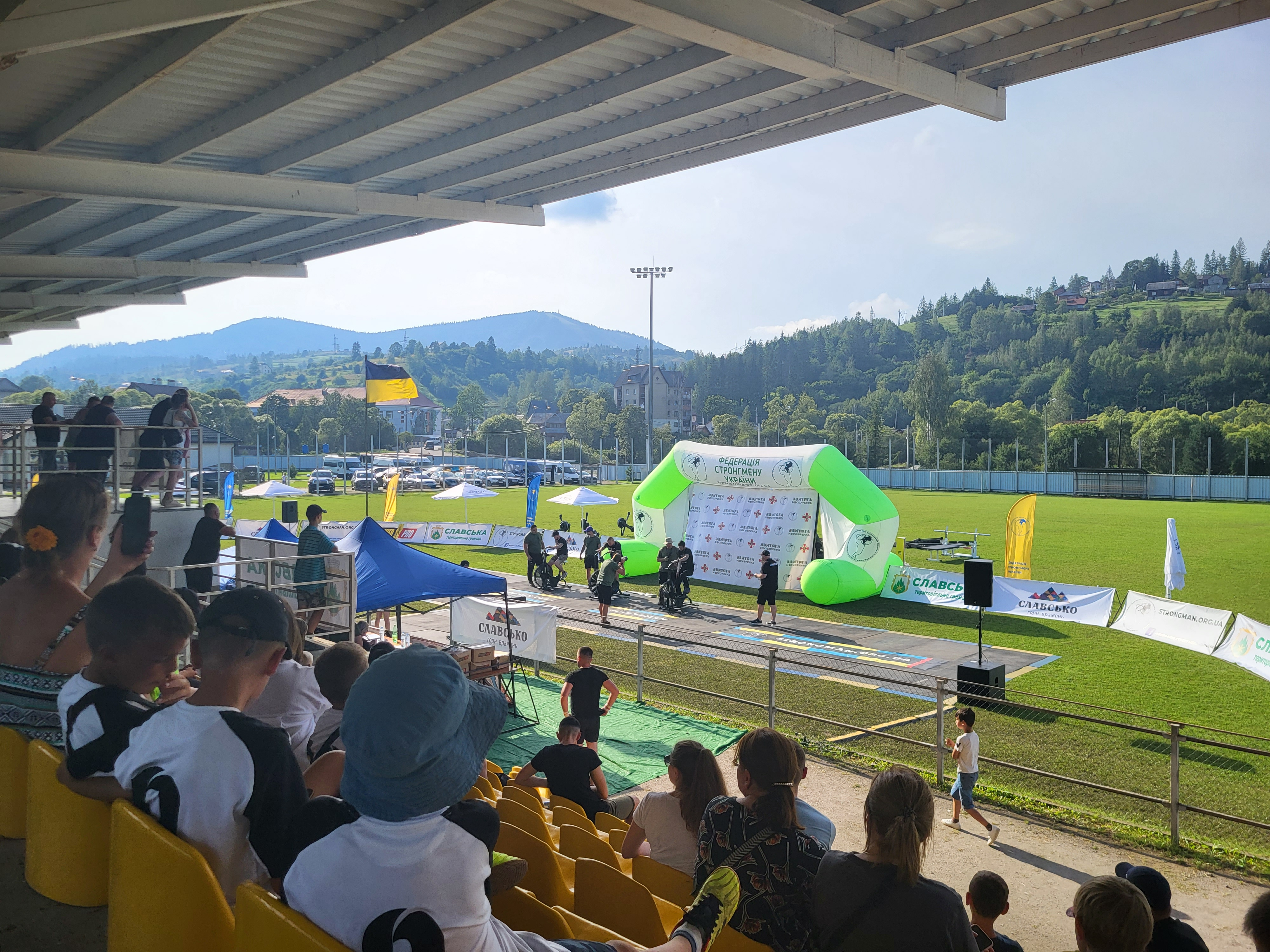
Звитяга Нескорених 2023 на стадіоні у Славську

## Галерея

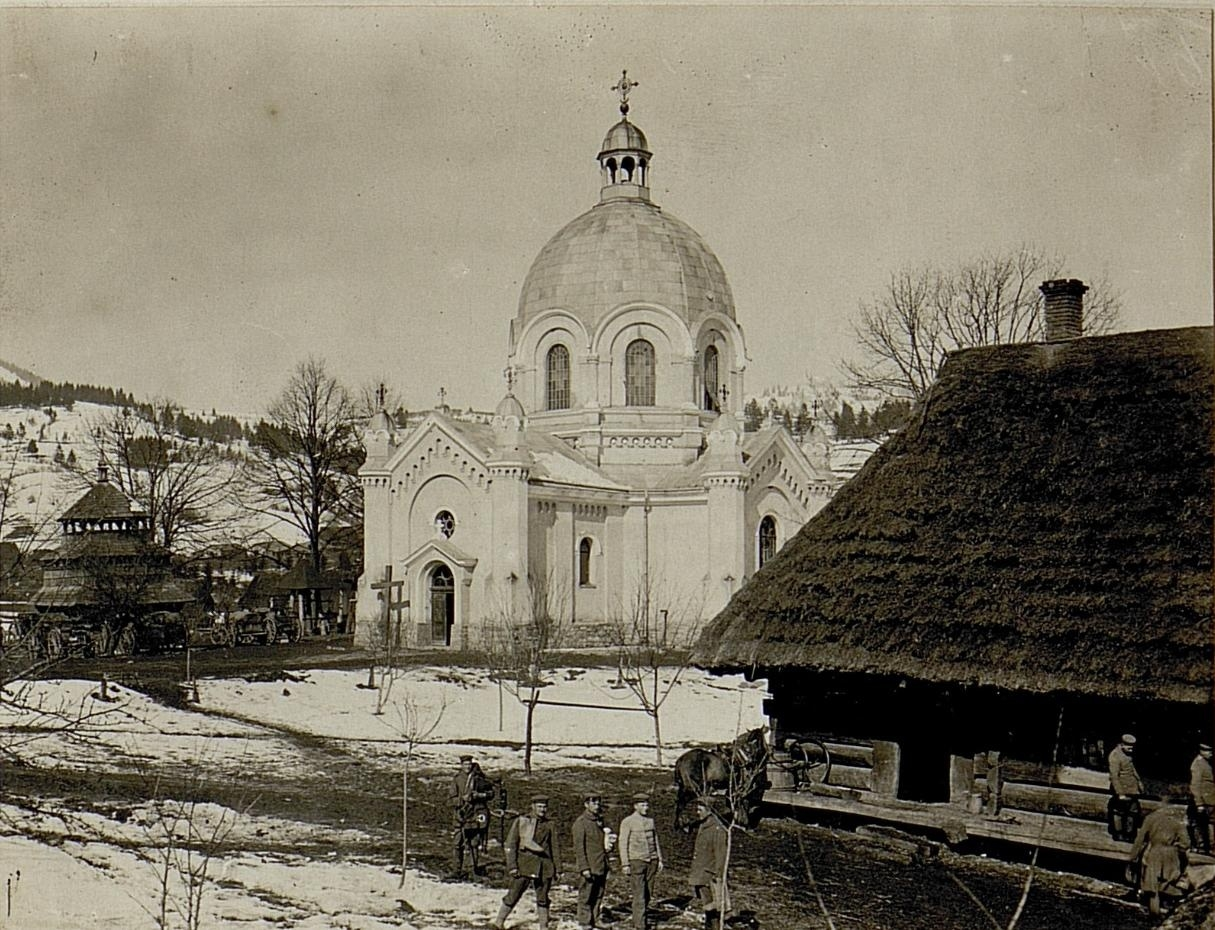
Церква Успіння Пресвятої Богородиці (1901)
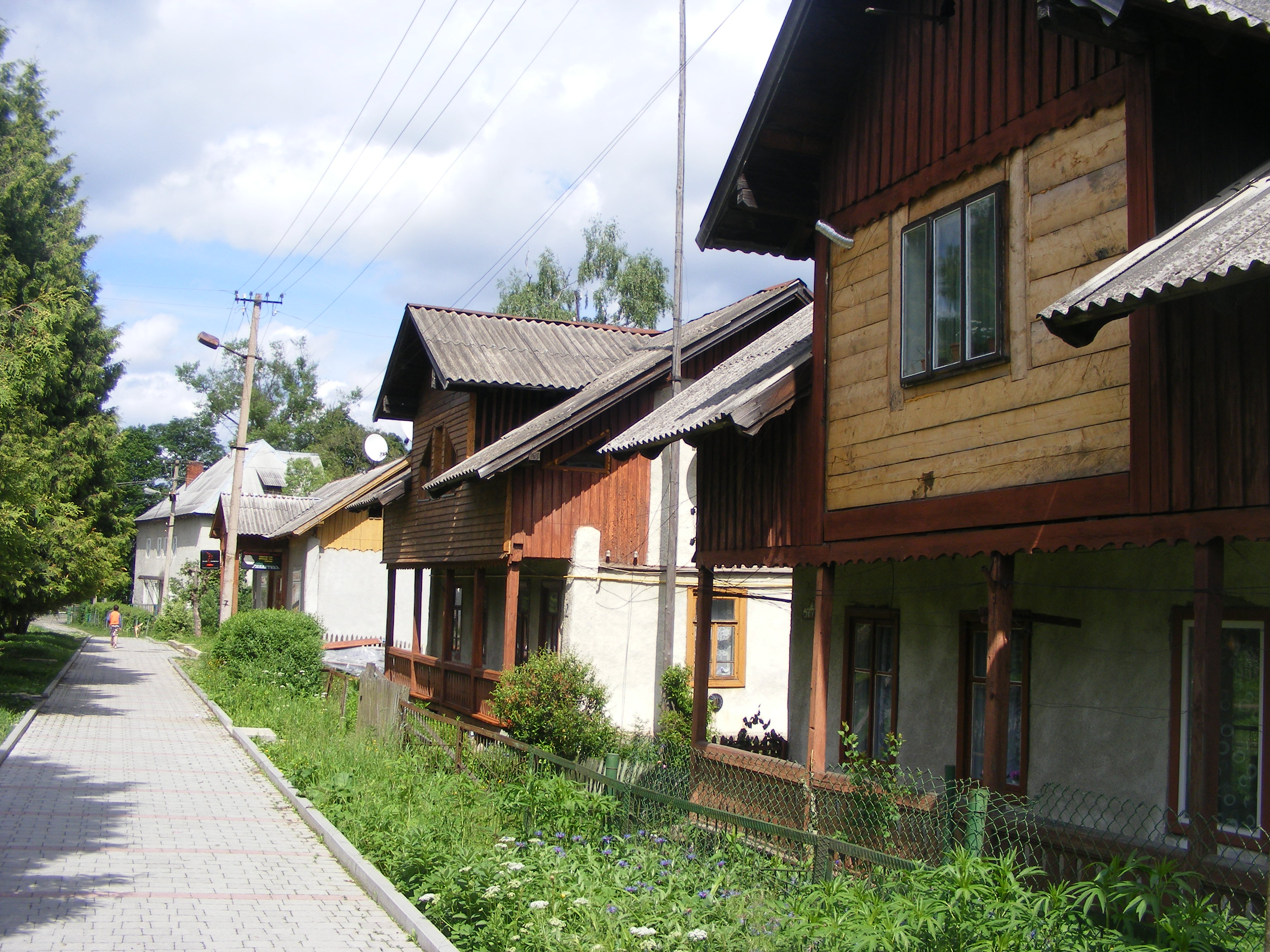
Вулиця у Славську
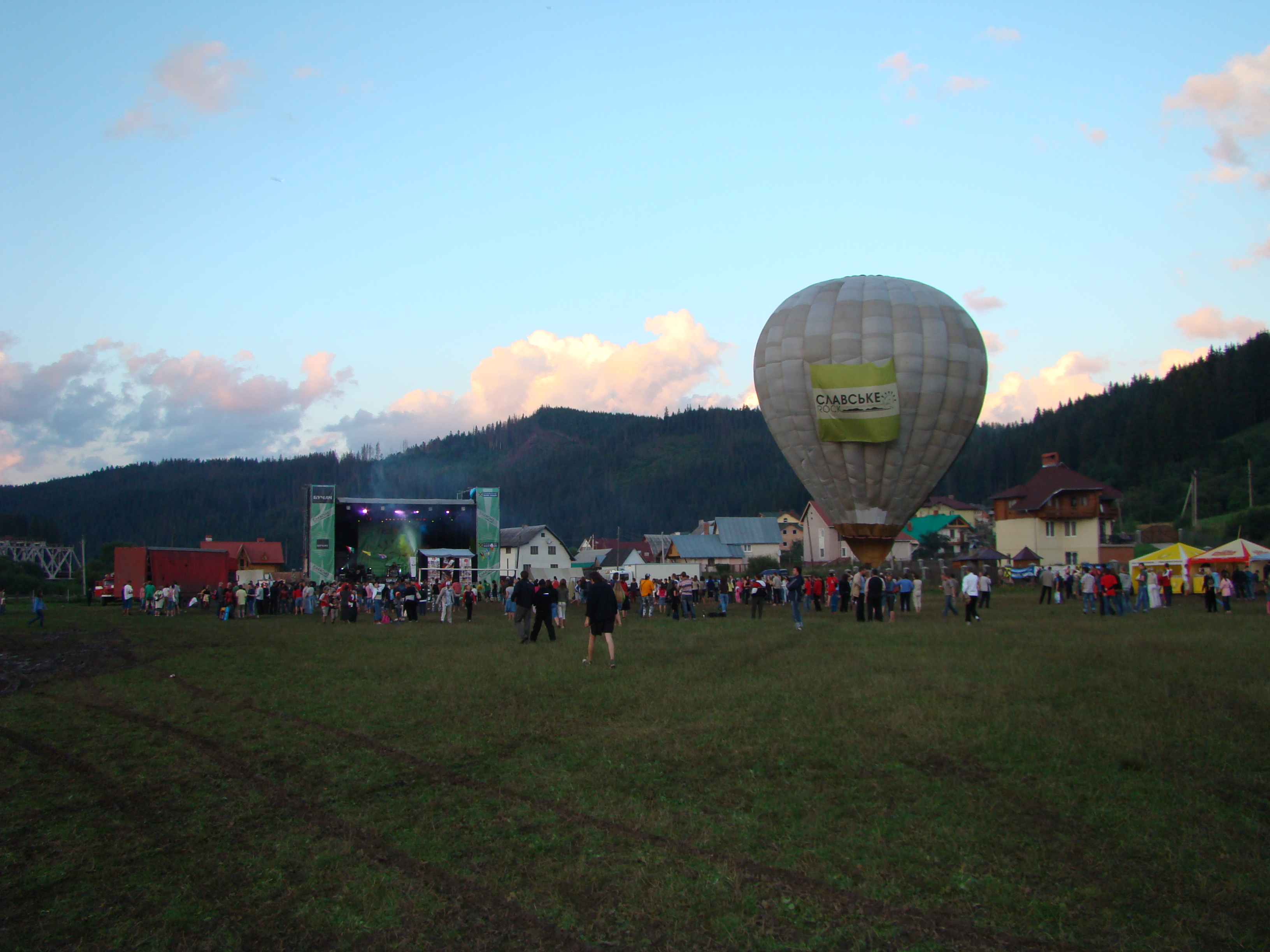
Рок-фестиваль «Славське Рок»
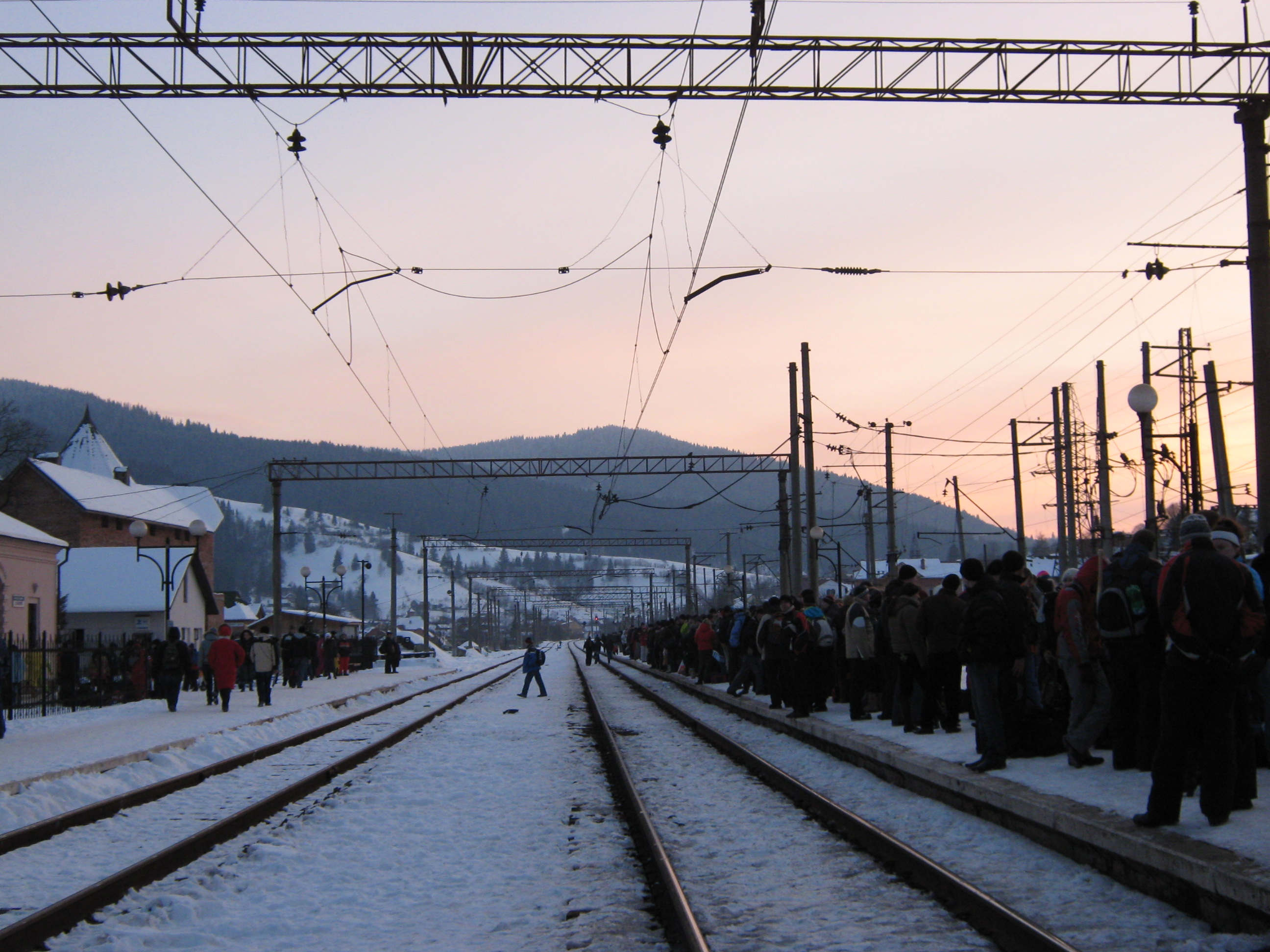
Залізнична станція Славсько
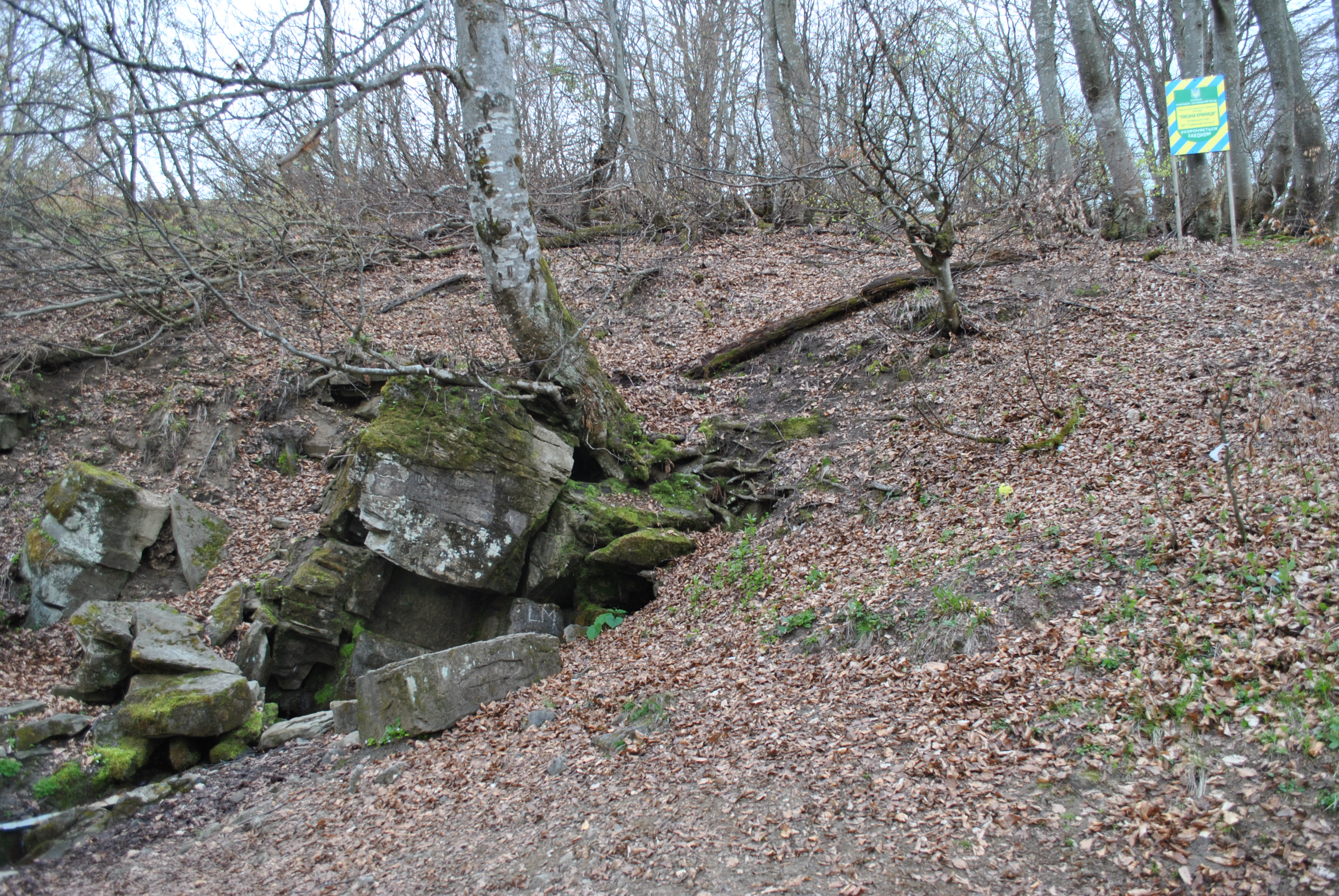
Писана криниця — геологічна пам'ятка природи
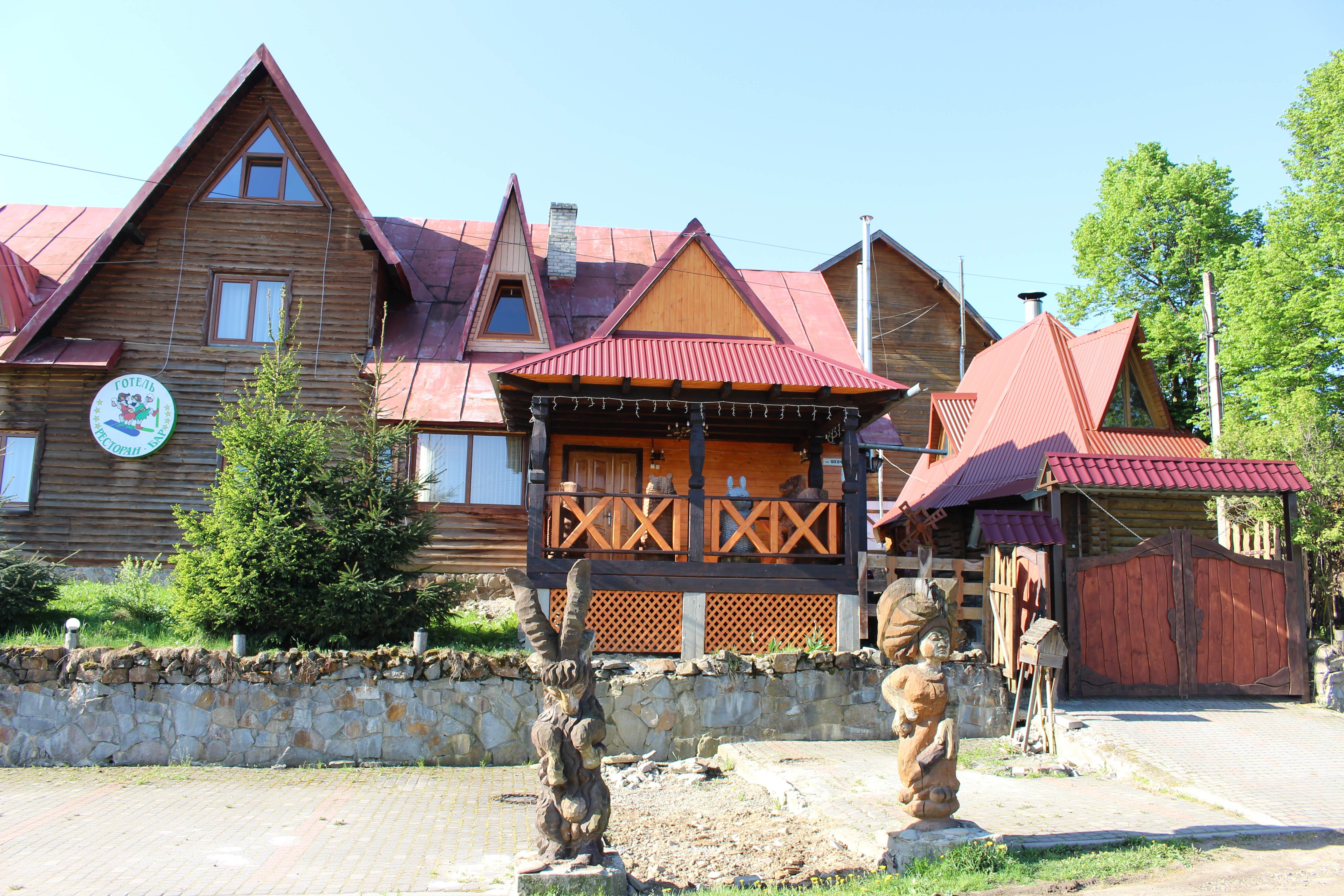
Готельно-відпочинковий комплекс «Бюргер Тростян»
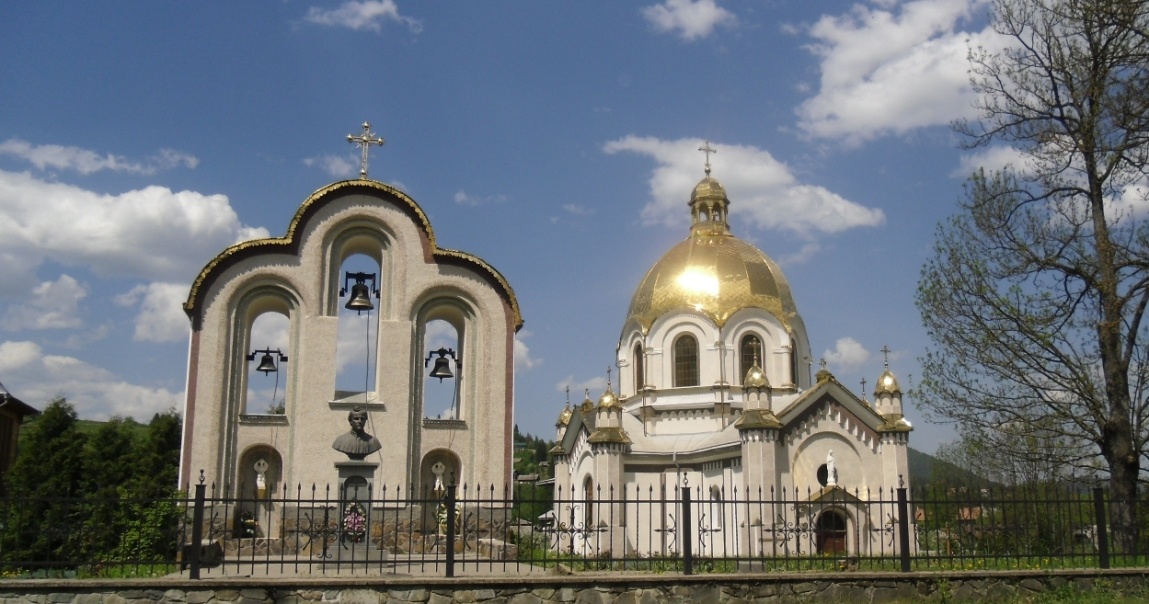
Панорама церкви Успіння Пресвятої Богородиці